# Lomtjärnen (Kroppa socken, Värmland, 661153-142225)
Lomtjärnen är en sjö i Filipstads kommun i Värmland och ingår i Göta älvs huvudavrinningsområde. Sjön har en area på 0,0709 kvadratkilometer och ligger 251,2 meter över havet.

## Delavrinningsområde
Lomtjärnen ingår i det delavrinningsområde (661097-142201) som SMHI kallar för Utloppet av Skarpen. Medelhöjden är 259 meter över havet och ytan är 12,61 kvadratkilometer. Det finns inga avrinningsområden uppströms utan avrinningsområdet är högsta punkten. Tvärälven som avvattnar avrinningsområdet har biflödesordning 5, vilket innebär att vattnet flödar genom totalt 5 vattendrag innan det når havet efter 359 kilometer. Avrinningsområdet består mestadels av skog (72 procent). Avrinningsområdet har 1,86 kvadratkilometer vattenytor vilket ger det en sjöprocent på 14,8 procent.